# Netstrike
Un netstrike è una forma di protesta collettiva attuata attraverso Internet.
Tecnicamente si può definire come un attacco informatico non invasivo che consiste nel moltiplicare le connessioni contemporanee al sito-target al fine di rallentarne o impedirne le attività.

## Storia
Questa metodologia di attacco è stata inventata da Tommaso Tozzi e realizzata per la prima volta insieme al gruppo italiano Strano Network nel 1995, che invitava a questa protesta elettronica di massa con questo testo:
(the netstrike manifest)
Alcuni fra i principali netstrike proposti da gruppi di utenti italiani: 
- 1995 - test nucleari francesi
- 1998 - gli indios del Chiapas
- 1998 - la campagna NoTUT
- 1999 - la guerra in Jugoslavia
- 2000 - la pena di morte
- 2001 - il Ministero della pubblica istruzione
- 2008 - nuovamente il Ministero della Pubblica Istruzione[3]

## Metodologia di attacco

### Principi dell'attacco
Un netstrike può avere o meno le seguenti caratteristiche:
- Tipicamente il bersaglio viene avvisato che, in forma di protesta, un numero considerevole di utenti farà accesso al sito in un determinato giorno e in una determinata ora.
- Questo attacco avviene ripetendo in maniera coatta il refresh della pagina in questione.
- Altre volte vengono create delle pagine ad-hoc che simulano in maniera ripetitiva quest'azione.

In questo modo, le risorse della macchina che ospita il sito-target verranno presto saturate, rendendolo quindi inaccessibile.
Il problema principale nei Netstrike sono i proxy-server con cache web (o cached proxy).
Infatti se il browser del computer è configurato in modo da ricaricare la cache locale è comunque possibile disattivare l'opzione in modo da rendere i refresh delle pagine efficaci. Tuttavia non è sempre possibile modificare le opzioni dei proxy-server poiché non è permesso accedere alla configurazione del server proxy (molto usati nelle reti aziendali, scolastiche e universitarie).
Per risolvere questo problema vengono spesso aggiunti dei parametri casuali simulando una query alla pagina o al file richiesto. Per fare questo è sufficiente concatenare all'indirizzo del file richiesto l'ora di sistema locale (ottenibile con uno script in JavaScript).

### Esempio di attacco
Supponendo di voler caricare il file all'indirizzo: www.sito.com/file.jpg (che viene salvato nella cache dei proxy). Si può, invece, caricare il file: www.sito.com/file.jpg?<data-corrente> (viene ricaricato a ogni richiesta).
Esempi:
- www.sito.com/file.jpg?1150799123 (con timestamp UNIX)
- www.sito.com/file.jpg?12/11/2006+10:11:41

Ovviamente il parametro (la data) dovrà essere aggiornata a ogni nuova richiesta della pagina o file remoto.
In alcuni casi si utilizza anche la funzione random di JavaScript per concatenare anche un numero casuale. Infatti con la data è possibile eseguire una nuova richiesta solo ogni secondo. il risultato completo è quindi:
- www.sito.com/file.jpg?1150799123&736874 (timestamp UNIX e numero casuale successivo)

È da notare come in questo modo si superi automaticamente anche il problema di cache delle pagine nel browser locale, senza bisogno di cambiare la sua configurazione poiché la richiesta è comunque sempre verso a un file diverso.

## Classe dell'attacco
Questo attacco appartiene alla classe degli attacchi denial of service (DoS, o in italiano negazione del servizio), più esattamente ai Distributed Denial of Service (DDoS, o negazione distribuita del servizio).

## Aspetti legali
Limitandosi solamente a interrompere l'accessibilità del sito-target un attacco di questa tipologia difficilmente può essere considerato illegale dalla legislazione italiana, anche se l'articolo 617-quater del codice penale, prevede al primo comma: “Chiunque fraudolentemente intercetta comunicazioni relative a un sistema informatico o telematico o intercorrenti tra più sistemi, ovvero le impedisce o le interrompe, è punito con la reclusione da sei mesi a quattro anni. La condotta punita è da ravvedere in ogni attività diretta a far cessare una comunicazione informatica o telematica già iniziata (interruzione) ovvero in quella diretta a ostacolare l'inizio della comunicazione (impedimento)”.
In Italia nessuno è mai stato condannato per aver partecipato a questa forma di protesta in quanto non viene danneggiato il sito ma solo reso irraggiungibile temporaneamente.